# 一条能継
一条 能継（いちじょう よしつぐ、生年未詳 - 承久3年〈1221年〉?）は、鎌倉時代前期の公家。中御門流一条家、参議・一条高能の子。母は藤原隆季の娘。官位は従五位上・左近衛中将。

## 概要
兄能氏と共に鎌倉幕府と繋がりが深く、源実朝の建保6年（1218年）6月の左大将拝賀式、実朝が暗殺された建保7年（1219年）正月の右大臣拝賀式にも出席している。
承久3年（1221年）6月の後鳥羽上皇と鎌倉幕府の対立による承久の乱では、叔父の信能・尊長らは上皇方の首謀者となっている。慈本寺本『承久記』によれば、能継は上皇方として丹波国に流され、間もなく斬首されたとされる。『尊卑分脈』では兄能氏が承久3年に梟首されたとされ、能継との混同が見られる。幕府方の記録『吾妻鏡』には、叔父の信能・尊長の処刑や逃亡の記録はあるが、能氏・能継兄弟に関する処罰の記録は見られない。